# Thomas Jefferson Dryer
Thomas Jefferson Dryer (Condado de Ulster, Nova Iorque, 10 de Janeiro de 1808 - Oregon, 30 de Março de 1879) foi um Editor de jornal, maçom, alpinista e político estadunidense.
Dryer fundou o jornal Weekly Oregonian, que agora existe como The Oregonian, no qual era editor. Ele também foi editor do jornal California Courier em São Francisco, Califórnia.
Dryer também fez a primeira subida documentada do vulcão Santa Helena em 27 de Agosto de 1853, com três companheiros. Ele também tem sido creditado como tendo sido o primeiro a subir o Monte Hood, em 8 de Agosto de 1854, mas esse feito é disputado. Em 1856, ele serviu na  Assembleia Legislativa do Oregon represnetando os conselhos de  Multnomah e Washington pelo Partido Whig. No ano seguinte, Dryer foi eleito para participar da Convenção constitucional do Oregon.
Dryer também foi eleito como ministro dos Estados Unidos para o Reino do Hawaii em 1861 pelo presidente Abraham Lincoln, por influência do senador Edward Baker.
Após sua morte em 1879, Dryer foi enterrado no cemitério Lone Fir, localizado em Portland.